# Ізіс Гейнсворт
Ізіс Гейнсворт (англ. Isis Hainsworth; нар. 22 вересня 1998) — шотландська акторка. Відома ролями в серіалі жахів BBC Three «Червона троянда» (2022) і фільмі Netflix «Боги геві-металу» (2022). 2022 року Screen International назвали її зіркою завтрашнього дня.

## Життєпис

### Ранні роки
Ізіс навчалася в початковій школі Лейт Вок, а потім у середній школі Драммонда. Вона відвідувала позакласні курси «Вищої та розширеної вищої драматургії» в Академії Лейт поряд зі стандартними шкільними курсами в Драммонді. Також приєдналася до місцевих театральних груп «Lothian Youth Arts & Musicals Company» та «Strange Town Theatre». Саме завдяки останній їй була запропонована роль у п'єсі «Наші Пані Вічної Помочі». Невдовзі після закінчення школи у 2016 році Гейнсворт переїхала до Лондона.

## Кар'єра
Почала свою театральну кар'єру у Вест-Ендському театрі. Дебютувала на телебаченні у 2016 році з невеликими ролями в мінісеріалі BBC One «Один з нас» (також відомому як Retribution), як Медді, та в драмі ITV «На видноті». Перейняла головну роль Орли від Мелісси Аллан у сценічній адаптації «Наші Пані Вічної Помочі», коли вона переїхала до Театру герцога Йоркського на Вест-Енді у 2017 році.
Зіграла Мішель МакКаллен і Луїзу Грем в мінісеріалах BBC One «Жага до подорожей» (2018) та «Жертва» (2019) відповідно. Вона з'явилася в «Місячне світло / Нічна школа» в театрі Гарольда Пінтера. Була номінована на премію Яна Чарльзона у 2019 році за виконання ролі Гермії у п'єсі «Сон літньої ночі» в театрі Брідж. Зіграла ролі: Елізабет Мартін у фільмі «Емма» (2020) та Дженні у «Непогана поведінка» (2020).
У 2022 році зіграла роль Рошель Мейсон разом з Амелією Кларксон у серіалі жахів BBC Three «Червона троянда» та Емілі Спектор разом із Джеденом Мартеллом у фільмі  Netflix «Боги геві-металу». Також зіграла Ейліс у середньовічній комедії Amazon Prime «Кетрін, на прізвисько Пташка».

## Фільмографія

### Фільми
| Рік  | Назва                 | Роль            | Примітки               |
| ---- | --------------------- | --------------- | ---------------------- |
| 2019 | Туга                  | Джесс           | Короткий фільм         |
| 2020 | Емма.                 | Елізабет Мартін |                        |
| 2020 | Неналежна поведінка   | Дженні          |                        |
| 2021 | Ліліас Аді            | Мод             | Короткометражний фільм |
| 2022 | Боги геві-металу      | Емілі Спектор   | Фільм Netflix          |
| 2022 | Кетрін на ім'я Пташка | Аеліс           | Фільм Amazon Prime     |

### Телебачення
| Рік      | Назва           | Роль             | Примітки     |
| -------- | --------------- | ---------------- | ------------ |
| 2016 рік | Один із нас     | Медді            | Мінісеріал   |
| 2016 рік | На видноті      | Вів'єн Ватт      | 1 епізод     |
| 2018 рік | Розпусниці      | Ебіґейл Воррен   | 4 епізоди    |
| 2018 рік | Жага мандрів    | Мішель МакКаллен | Мінісеріал   |
| 2019 рік | Знедолені       | Марі Клер        | 1 епізод     |
| 2019 рік | Жертва          | Луїза Ґрем       | Мінісеріал   |
| 2022 рік | Червона троянда | Рошель Мейсон    | Головна роль |

### Сцена
| Рік  | Назва                        | Роль              | Примітки                         |
| ---- | ---------------------------- | ----------------- | -------------------------------- |
| 2017 | Наші Пані Вічної Помочі      | Орла              | Театр герцога Йоркського, Лондон |
| 2018 | Місячне світло / Нічна школа | Бріджит / Барбара | Театр Гарольда Пінтера, Лондон   |
| 2019 | Сон в літню ніч              | Гермія            | Театр Брідж, Лондон              |

## Нагороди та номінації
| Рік  | Нагорода             | Категорія            | Робота          | Результат  | посилання |
| ---- | -------------------- | -------------------- | --------------- | ---------- | --------- |
| 2019 | Премія Яна Чарльзона | Премія Яна Чарльзона | Сон в літню ніч | Номінована |           |